# Rainer Wedler
Rainer Wedler (Pseudonym: Renarius Flabellarius; * 1. Januar 1942 in Karlsruhe) ist ein deutscher Schriftsteller.

## Leben
Rainer Wedler fuhr nach dem Abitur als Schiffsjunge auf Schiffen der Handelsmarine in die Türkei, nach West- und Nordafrika. Anschließend studierte er Germanistik, Geschichte, Politikwissenschaft und Philosophie an den Universitäten in Heidelberg und Mainz. Nach dem Staatsexamen wurde er 1969 an der Universität Heidelberg mit einer Dissertation über die spätmittelalterliche Rezeption des liber de vita des englischen Scholastikers Walter Burley zum Doktor der Philosophie promoviert. Anschließend war er im Schuldienst und in der Begabtenförderung tätig.
Neben wissenschaftlichen Arbeiten veröffentlichte Wedler, der Verfasser von Romanen, Kurzgeschichten, Essays und Gedichten ist, Lyrik und Prosa in zahlreichen Anthologien und Literaturzeitschriften. 1995 erschien der erst Roman Die Kaschubische Wunde. Dem 2003 erschienenen Roman Die Farben der Schneiderkreide attestiert Theo Breuer außergewöhnliche Qualitäten im Hinblick auf subtile Sinnlichkeit, kühle Klarheit, Gespür für den stets punktgenauen Ausdruck sowie ein hochinteressantes Thema.
Von 1993 bis 1996 war Wedler Herausgeber der Literaturzeitschrift Hirschstraße und von 1996 bis 2000 des Schweizer Magazins Scriptum; seit 2005 gehört er zum Redaktionsstab der Literaturzeitschriften Matrix und Bawülon.
Nach 2000 begann Wedler, die Verbindung zur Bildenden Kunst in Form von Buchobjekten zu suchen und herzustellen. Damit steht er in der Tradition der documenta 6: Buchzerstörungen als Metamorphosen des Buches. Im Gegensatz zu den Surrealisten, die auf Zerstörung von Bedeutung zielten, sind hier die Bücher oder die mit dem Buch verwandten Gegenstände schon immer Träger von Bedeutungen. Irritationen entstehen bei Wedlers Arbeiten aus dem Zusammenstoß divergierender Bedeutungen. Aus seinen geschundenen Büchern ... entstehen Kunstwerke wie ein Phönix aus der Asche.
Wedler ist Mitglied des Verbandes Deutscher Schriftsteller, des PEN-Zentrums Deutschland und des Förderkreises Deutscher Schriftsteller in Baden-Württemberg.
Rainer Wedler lebt in Ketsch.

## Einzeltitel
Prosa
- Die kaschubische Wunde. Roman. Gollenstein Verlag, Blieskastel 1995, ISBN 3-930008-14-9.
- Die Befreiung aus der Symmetrie. Roman. Alkyon Verlag, Weißach i. T. 1999, ISBN 3-933292-26-3.
- Das viagrinisch Trostbüchlein. Unter dem Pseudonym Renarius Flabellarius. Mit Zeichnungen von Peter Frömmig. Wiesenburg Verlag, Schweinfurt 1999, ISBN 3-932497-31-7.
- Die Katze. Sieben ausgesuchte Kurzgeschichten. Edition Minotaurus, 2. Aufl., Vevais 2005, ISBN 3-936165-03-3.
- Zwielichtzeit. Roman. Verlag Klöpfer & Meyer, Tübingen 2000, ISBN 3-931402-60-6.
- Die Farben der Schneiderkreide. Roman. Casimir Katz Verlag, Gernsbach 2003, ISBN 3-925825-84-3.
- Via Ronco 40. Obleser Publizistik, Marbach am Neckar 2005, ISBN 3-935926-19-7.
- Zwischenstation Algier. Roman. Pop Verlag, Ludwigsburg 2005, ISBN 3-937139-11-7.
- Die Heftigkeit der Himbeeren. Erzählungen. Edition Thalia, St. Ingbert 2006, ISBN 3-924944-78-4.
- Die Leihfrist. Roman. Pop Verlag, Ludwigsburg 2009, ISBN 978-3-937139-81-4.
- Seegang. Novelle. Pop Verlag, Ludwigsburg 2012, ISBN 978-3-86356-030-0.
- Ismologie oder Wanderungen durch die Mark Ismanien. Wildleser-Verlag, Erlangen 2013, ISBN 978-3-923611-49-2.
- Es gibt keine Spur. Prosastücke. Pop Verlag, Ludwigsburg 2013, ISBN 978-3-86356-052-2.
- Auch die Brombeeren haben keine Bedeutung mehr. Roman. Pop Verlag, Ludwigsburg 2014, ISBN 978-3-86356-076-8.
- Nock. Roman. Pop Verlag, Ludwigsburg 2015, ISBN 978-3-86356-119-2.
- Stiftorgel. Kurze Texte 2014–2017. Pop Verlag, Ludwigsburg 2017, ISBN 978-3-86356-190-1.
- Das Jahr Null ist das Jahr Zwölf. Roman. Pop Verlag, Ludwigsburg 2018, ISBN 978-3-86356-249-6.
- Die Versuche des Rudolph Anton R. Roman. Pop Verlag, Ludwigsburg 2021, ISBN 978-3-86356-335-6

Lyrik
- Svendborg, Skovsbostrand 8. Gedichte. Ithaka Verlag, Stuttgart 2001, ISBN 3-933545-14-5.
- Atemwürfel. Gedichte. Lyrikedition 2000, München 2004, ISBN 3-86520-074-5.
- Der Hahn kräht den Wind in die Bäume. Förderverein Dichterstätte Sarah Kirsch e. V., Limlingerode 2004.
- Deichgraf meiner selbst. Gedichte. Pop Verlag, Ludwigsburg 2007, ISBN 978-3-937139-34-0.
- Unter der Hitze des Ziegeldachs. Gedichte. Pop Verlag, Ludwigsburg 2011, ISBN 978-3-86356-010-2.
- gegen den Wind. Gedichte. Limitierte Ausgabe von 70 Exemplaren. Handsatz auf Bütten, Westflügel/Syke 2015.
- einen Fremden grüßt man nicht. Gedichte 2011–2016. Pop Verlag, Ludwigsburg 2016, ISBN 978-3-86356-176-5.
- vor dem Fenster tanzt ein frecher Gedanke. Gedichte. Mit 22 Bildern von Carsten Sternberg. Pop Verlag, Ludwigsburg 2020, ISBN 978-3-86356-298-4.

Sachbuch
- Walter Burleys »Liber de vita et moribus philosophorum poetarumque veterum« in zwei deutschen Bearbeitungen des Spätmittelalters. Dissertation. Universität Heidelberg 1969.

## Auszeichnungen
- 1992: Hafiz-Preis für Lyrik des Persischen Literatur-Clubs
- 1993: Anerkennungspreis der UNESCO Burgenland
- 1994: Finalist Lyrikpreis Meran.
- 1994: Finalist beim Limburg-Preis.
- 1994: Aufnahme in INTERCITY (Luxemburg – Kulturhauptstadt Europas).
- 1994:Finalist Limburg-Preis.
- 1996: Stadtschreiberamt der Stadt Soltau
- 1998: Stipendium des Brecht-Hauses in Svendborg
- 1999:  Völklinger Literaturpreis
- 1999:  Salzburger Kopfstein
- 2001: Stipendiat der Villa Vigoni, Como
- 2002: Gast in der Konstepidemien (Göteborg/Schweden)
- 2003: Beitrag zur „Bibliothek der Aphrodite“ (Goethe-Institut Nicosia)
- 2003: Aufenthaltsstipendium des Künstlerhauses Kloster Cismar
- 2004: Gast im Centro Tedesco in Venedig
- 2008: Aufnahme in „grenzen.überschreiten.“ Internationaler Kurzgeschichten-Wettbewerb
- 2009: Preis des Lyrikwettbewerbs im Rahmen des Rilke-Festivals in Sierre (Kanton Wallis)
- 2010:  Gastaufenthalt in der Casa Pantrovà, Ancona/CH
- 2011:  Finalist beim Lüneburger Festival Salz 2
- 2018: Preisurkunde der Vontobel-Stiftung Zürich